# Sobere smalpalpmot
De sobere smalpalpmot (Carpatolechia aenigma) is een vlinder uit de familie van de tastermotten (Gelechiidae). De wetenschappelijke naam is voor het eerst geldig gepubliceerd in 1983 door Sattler.
De soort komt voor in Europa.